# Хехнёва, Юлия
Юлия Хехнёва (Машкова) — российская дзюдоистка и сумоистка, призёр чемпионатов России, абсолютная чемпионка России, мастер спорта России международного класса по дзюдо и сумо.

## Биография
Занималась танцами и баскетболом. Увлеклась борьбой в 1989 году под влиянием старшей сестры Ларисы. После школы поступила в училище олимпийского резерва Нижнего Новгорода. Её тренером стал Заслуженный тренер России Владимир Александрович Киселёв. В 1998 году стала бронзовым призёром первенства Европы среди юниоров. Выпускница института имени Лесгафта 2004 года.
Под влиянием Светланы Пантелеевой стала заниматься сумо. Поначалу Хехнёва совмещала занятия двумя видами борьбы. Но постепенно она стала всё больше времени уделять сумо. В октябре 2000 года на чемпионате Европы она стала серебряным призёром, а в ноябре того же года на чемпионате мира в Бразилии она завоевала бронзовую медаль в личном первенстве и золотую в командном. Вышла замуж и в 2003 году оставила большой спорт. Работает воспитателем в детском саду.

## Спортивные результаты
- Чемпионат России по дзюдо 1997 года — ;
- Чемпионат России по дзюдо 1998 года — ;
- Чемпионат России по дзюдо 1999 года (свыше 78 кг) — ;
- Чемпионат России по дзюдо 1999 года (абсолютная категория) — ;
- Чемпионат России по дзюдо 2000 года — ;
- Абсолютный чемпионат России по дзюдо 2001 года — ;
- Чемпионат России по дзюдо 2001 года — ;
- Чемпионат России по дзюдо 2002 года — ;